# Djadji Clément
Djadji Clément , né en 1960, est un joueur ivoirien de basket-ball évoluant au poste d'ailier et ancien capitaine de la sélection nationale. Il a notamment joué au sein de l'ASEC Mimosas d'Abidjan.

## Carrière
Djadji Clément remporte avec la sélection nationale le Championnat d'Afrique de basket-ball 1981 ainsi que le Championnat d'Afrique de basket-ball 1985.